# Al Ra'i (ziar din Iordania)
Al Ra'i (în arabă  الرأي, care înseamnă Opinia), de asemenea, scris Alrai, este un cotidian arab din Iordania. Fundația Jordan Press, proprietarul Al Rai, este deținută de guvern.

## Istorie
După ocuparea Cisiordaniei în iunie 1967, Iordania a avut nevoie de un braț media pentru a transmite punctul de vedere al guvernului, singurul ziar care a fost publicat în Iordania la acea vreme fiind Ad-Dustour, un ziar independent din Amman.
La 13 mai 1971, prim-ministrul iordanian Wasfi al-Tal a emis legea 26 în 1971 pentru înființarea Fundației Jordan Press, care este editorul. La 2 iunie 1971, a fost publicat primul număr al lui Al Rai. [3] Ziarul a fost al doilea ziar publicat de o companie deținută de guvernul iordanian. Primul fiind Al Sharq Al Arabi (arabă صحيفة الشرق العربي), care a publicat primul număr în 1923. Ziarul este deținut și publicat de Fundația Jordan Press. Ulterior, compania a început să publice un cotidian englez, The Jordan Times.
Al Rai a lansat ediția palestiniană la 5 octombrie 2005. În august 2008, cotidianul și-a început jurnalul electronic, Minbar Al Rai, iar în mai 2009 a lansat un ziar săptămânal pentru reclame.
Tirajul a fost estimat la 45.000 de exemplare în 1985, în timp ce în 2003 tirajul a fost de 90.000 de exemplare. Oficialii ziarului au declarat că tirajul zilnic a fost de 80.000 în 2010.

## Conținut
Ziarul este format din cinci secțiuni:
- Mahalleyyat (știri locale)
- Arabii și lumea: secțiune pentru știri internaționale.
- Sport
- Economie
- Literatură și Arte

Redactorii șefi ai Al Ra'i sunt numiți de guvernul iordanian. Printre foștii redactori-șefi ai cotidianului fac parte Abdul Wahab Zaghilat, Samih Maaytah și Mohammad Tal. La sfârșitul anului 2011, Majid Asfour a fost numit redactor-șef. Tariq AL-Momani este actualul redactor-șef al lucrării.